# 吉安·乔治·特里西诺 (马术运动员)
吉安·乔治·特里西诺（義大利語：Gian Giorgio Trissino，1877年7月22日—1963年12月22日），意大利男子马术运动员。他曾代表意大利参加1900年夏季奥林匹克运动会马术比赛，获得一枚金牌和一枚银牌。